# Ambasada Czech przy Stolicy Apostolskiej
Ambasada Czech przy Stolicy Apostolskiej – misja dyplomatyczna Republiki Czeskiej przy Stolicy Apostolskiej. Ambasada mieści się w Rzymie, w pobliżu Watykanu.
Ambasador Czech przy Stolicy Apostolskiej akredytowany jest również w Republice San Marino i przy Zakonie Kawalerów Maltańskich.

## Historia
Stolica Apostolska uznała Czechosłowację w październiku 1919. W 1920 Kamil Krofta został pierwszym czechosłowackim ambasadorem przy papieżu. Ambasada Czechosłowacji przy Stolicy Apostolskiej istniała do 1950 (z przerwą w czasie II wojny światowej), gdy komunistyczny rząd wycofał ambasadora i zawiesił stosunki ze Stolicą Apostolską (oficjalnie nigdy jednak nie zostały one zerwane). 19 kwietnia 1990 Czechosłowacja odnowiła stosunki dyplomatyczne z papiestwem. 21 grudnia 1990 František X. Halas złożył na ręce Jana Pawła II listy uwierzytelniające, jako pierwszy czechosłowacki ambasador od 1950. Od rozpadu Czechosłowacji 1 stycznia 1993 placówka działa jako ambasada Czech.

## Ambasadorzy
po 1990
- František X. Halas (1990 - 1999)
- Martin Stropnický (1999 - 2002)
- Pavel Jajtner (2003 - 2008)
- Pavel Vošalík (2008 - 2018)
- Václav Kolaja (2018 - nadal)[1]